# Solar Assault
Solar Assault (ソーラーアサルト, Sora Asaruto) est un jeu vidéo de type rail shooter développé et édité par Konami en 1997 sur borne d'arcade, appartenant à la série Gradius.
Il s'agit du seul épisode de la série à être entièrement en trois dimensions.

## Système de jeu
Le jeu est similaire aux autres jeux de tir en 3D comme Star Fox ou Panzer Dragoon, où les déplacements du joueur sont gérés par le jeu et où ce dernier se contente de tirer sur les ennemis apparaissent à l'écran. Un des changements par rapport aux précédentes Gradius est que le joueur a maintenant une barre de santé, le vaisseau ne sera pas immédiatement détruire au moindre tir ou collision. L'autre changement de gameplay est la possibilité de régler la vitesse, ce qui est nécessaire pour l'évitement de certains obstacles et des ennemis.
Il est possible de choisir entre trois vaisseaux :
- Le Vic Viper, le vaisseau traditionnel de Gradius
- Le Lord British
- L'Alpinia